# Monte (desert)
Monte je marka kremastog mliječnog deserta koji proizvodi mljekarska tvrtka Zott. To je desert napravljen od mlijeka, čokolade i lješnjaka. Monte od Zotta reklamira se sloganom Puni okus, puna snaga, puno zabave!. Monte je jedna od najpoznatijih marki tvrtke Zott u svijetu i isporučuje se u više od 40 zemalja. Monte je desert s kombinacijom kreme od mlijeka, lješnjaka i čokolade. Cjelokupna proizvodna paleta marke Monte nije dostupna u svim zemljama.

## Proizvodna paleta
| Original              | Double-compartment     | Plus                        | 2Go         |
| --------------------- | ---------------------- | --------------------------- | ----------- |
| Monte 4x55g           | Monte Butter Biscuits  | Monte plus Caramel-Sauce    | Monte Drink |
| Monte 6x55g           | Monte Cappuccino-Balls | Monte plus Chocolate-Sauce  | Monte Snack |
| Monte Maxi 4x100g     | Monte Crunchy          | Monte plus Cappuccino-Sauce |             |
| Monte Single Pot 160g | Monte Cherry           |                             |             |

## Povijest
Monte je prvi put predstavljen 1. travnja 1996. u Njemačkoj. Tijekom sljedećih godina (1997. – 2001.) Zott stavlja Monte na tržište ovih zemalja: Češka, Austrija, Rusija, Belgija, Slovenija, Slovačka, Bosna i Hercegovina, Hrvatska, Poljska, Estonija, Latvija, Litva, Malta, Makedonija i Kosovo. U međuvremenu Monte postaje dostupan u više od 40 zemalja.

### Kronika
- 2007.: Monte provodi reklamnu kampanju s tetovažama u pakiranju za film Shrek 3.
- 2008.: Predstavljanje novih Monte pakiranja 6 x 55 g i 4 x 100 g.
- 2012.: Monte predstavlja paletu „manje slatko“ u Njemačkoj.
- 2013.: Predstavljanje novih pakiranja s duplim odjeljcima. Dodatne žitarice, višnje i sl. mogu se staviti u poseban odjeljak.
- 2014.: Proširenje proizvodne palete marke Monte s Monte plus proizvodima. Zott dodaje različite umake (karamel, čokolada ili kapučino) klasičnom Monteu. Nadalje, Zott iste godine predstavlja Monte Snack koji kombinira kremu od mlijeka, kremu od čokolade i lješnjaka koja se nalazi između dvije kriške torte.
- 2015.: Proširenje palete Monte proizvoda s duplim odjeljcima novim okusima (čokoladne pahuljice, čokoladne kuglice, kolačići od kakaa i valf prutići).

## Nagrade
2014.: Monte prima nagradu Top Brand stručnog časopisa Lebensmittel Zeitung.

## Oglašavanje
2010. tvrtka angažira njemačkog golmana Renéa Adlera i njegovog brata u nekoliko reklama brenda „Monte“. 2013. Zott mijenja ambasadora marke Monte. Otad svjetski prvak u jedrenju na dasci Philip Köster i njegova sestra Kyra reklamiraju Monte. Poljska odbojkaška zvijezda Bartosz Kurek predstavlja 2013. Monte Cherry i Monte Crunchy u Poljskoj. To je drugi put da Bartosz reklamira Zott Monte. Csaba Vastag je mađarski glazbenik i od 2013. ambasador marke Zott Monte u Mađarskoj.

## Vanjske poveznice
- Monte (hrvatski)